# Rudi Miškot
Rudi Miškot, slovenski pesnik, * 27. marec 1922, Ljubljana, † 6. februar 2007
Miškot je bil uslužbenec na železnici, arhivar in knjižničar. Od leta 1959 do 1963 je izredno študiral na Filozofski fakulteti v Ljubljani. Miškot je v pesmih, ki jih označujeta težnja po hkratnem spajanju tradicijskega pesniškega izražanja  z novimi modernističnimi podobami, hotel izraziti svoj nemir  in grenka življenjska spoznanja. Njegova lirika je močno navezana na tradicijo. Obnavljanje postromantičnega, impresionističneha in novoromantičnega pesniškega izročila povezuje z vero v harmoničen svet čustev, ki temelji na ljubezni, dobroti in upanju ter samostojnem doživljanju narave.